# Georg Viktor (Waldeck-Pyrmont)

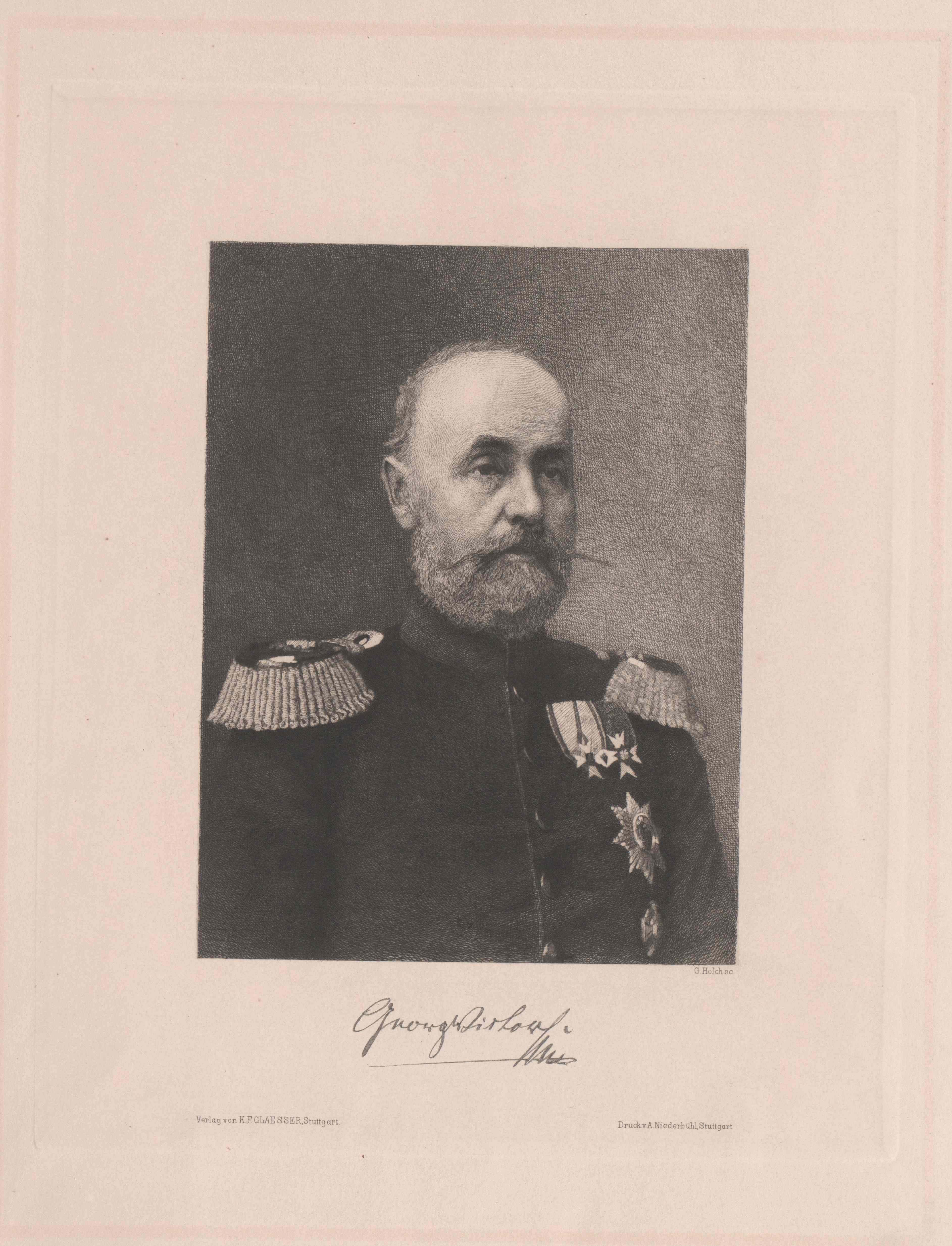

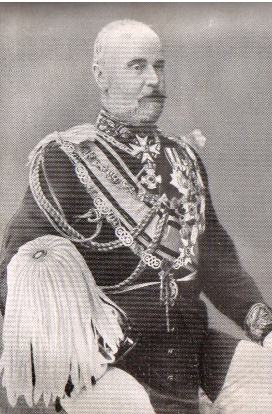
Georg Victor zu Waldeck und Pyrmont

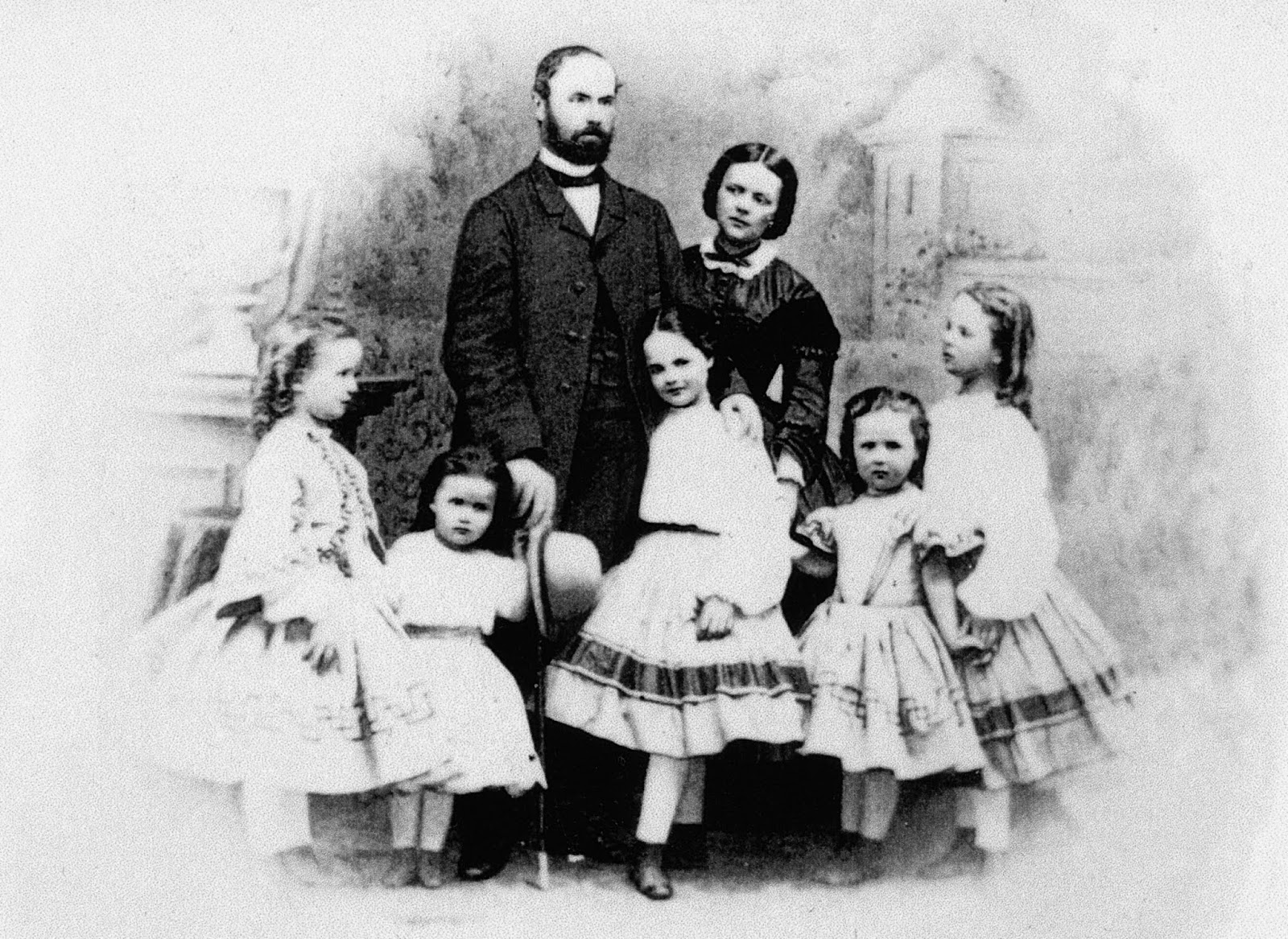
Georg Victor und Helene von Waldeck-Pyrmont mit ihren Töchtern Marie, Helene, Pauline, Emma und Sophie (um 1864)

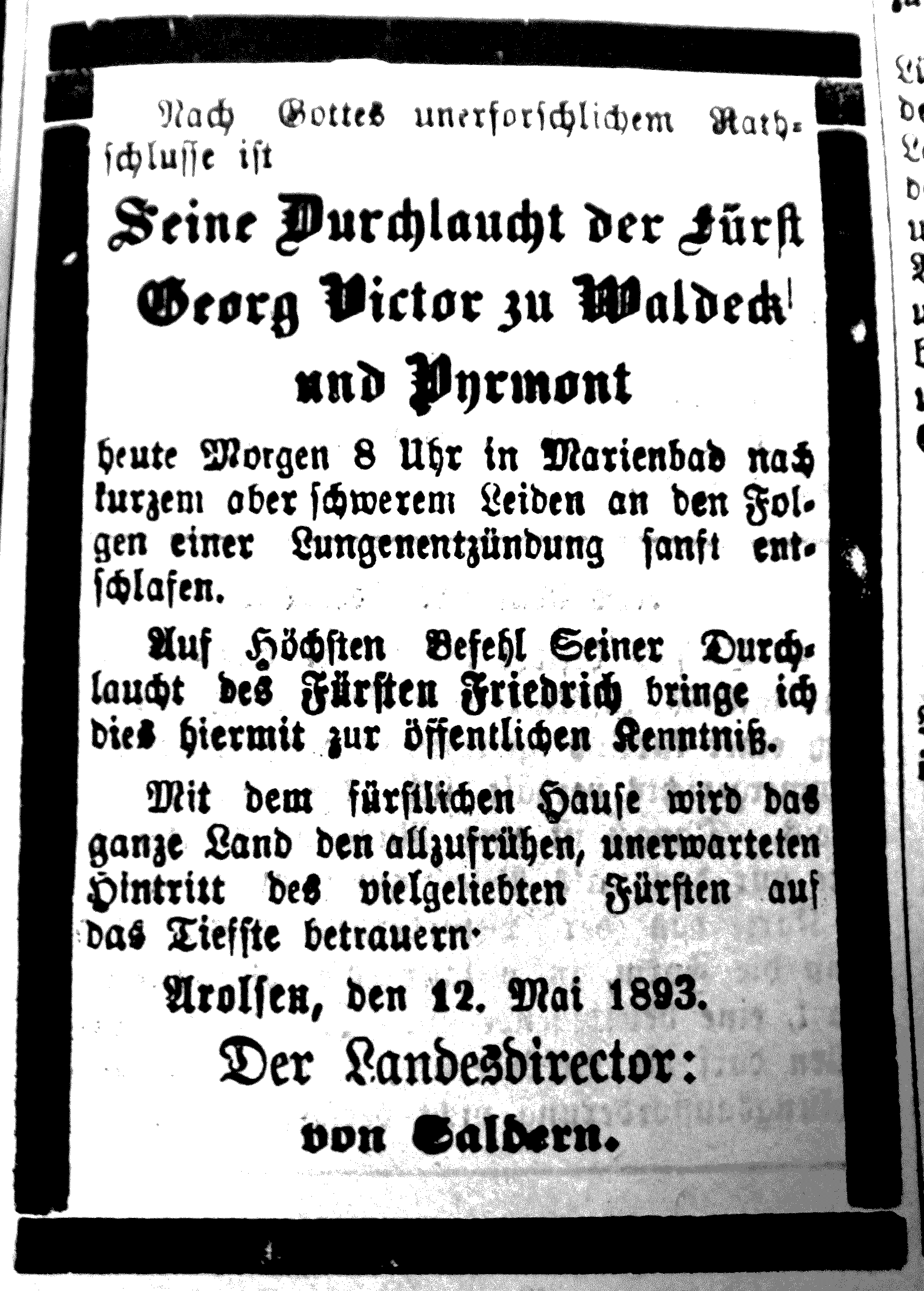
Sterbeanzeige, 12. Mai 1893

Georg Victor (Fürst Georg Victor zu Waldeck und Pyrmont * 14. Januar 1831 in Arolsen; † 12. Mai 1893 in Marienbad) war Fürst von Waldeck und Pyrmont vom 15. Mai 1845 bis zu seinem Tode.

## Titel
Der vollständige Titel von Georg Victor lautete:
- Fürst zu Waldeck und Pyrmont, Graf zu Rappoltstein (Elsass), Herr zu Geroldseck am Wassigen und Hohenack (Elsass).

## Leben
Georg Viktor war der zweite Sohn und das vierte Kind des Fürsten Georg II. Heinrich zu Waldeck-Pyrmont (1789–1845) und dessen Ehefrau Emma von Anhalt-Bernburg-Schaumburg-Hoym, Tochter des Fürsten Viktor II. von Anhalt-Bernburg-Schaumburg-Hoym (1767–1812). Er stand zunächst bis 14. Januar 1852 unter der Vormundschaft seiner Mutter. Danach weigerte er sich, die infolge der Revolution von 1848/49 verabschiedete Verfassung Waldecks anzuerkennen, und übernahm die Regentschaft erst nach einer ihm genehmen Verfassungsänderung am 17. August 1852.
Im Deutschen Krieg stand er auf der Seite Preußens. Er bot sein Land Preußen zur Annexion an, dieses hatte das benachbarte Kurhessen nach dieser militärischen Auseinandersetzung annektiert. Bismarck lehnte diese Offerte aber ab. Anschließend trat ein mehrmals verlängerter Akzessionsvertrag mit Preußen in Kraft. Den Vertrag von 1887 unterschrieb Waldecks Landesdirektor Johannes von Saldern.
In der Preußischen Armee bekleidete Georg Victor den Rang eines Generals der Infanterie. Er war ab 1. Februar 1868 Ritter des Schwarzen Adlerordens und zudem Chef des 3. Kurhessischen Infanterie-Regiments Nr. 83.
Georg Victor zu Waldeck und Pyrmont verstarb am 12. Mai 1893 infolge einer Lungenentzündung in Marienbad.

## Auszeichnungen
- Hausorden Albrechts des Bären, Großkreuz: 1848[5]
- Herzoglich Sachsen-Ernestinischer Hausorden, Großkreuz: 1852[6]
- Nassauischer Hausorden vom Goldenen Löwen, Ritter: 1859
- Schwarzer Adlerorden, Ritter: 1868
- Orden der Württembergischen Krone, Großkreuz: 1872[7]
- Königlicher Seraphinenorden: 1872
- Hausorden der Treue: 1874[8]
- Königlicher Hausorden von Hohenzollern: 1878
- Order of the Bath: 1882

## Ehen und Nachkommen
Fürst Georg Victor heiratete am 26. September 1853 Prinzessin Helene von Nassau, Tochter des Herzogs Wilhelm von Nassau. Nach deren Tod heiratete er am 29. April 1891 Prinzessin Louise zu Schleswig-Holstein-Sonderburg-Glücksburg, die Tochter des Herzogs Friedrich.
Kinder aus erster Ehe:
- Sophie (* 27. Juli 1854; † 5. August 1869)
- Pauline (1855–1925) ⚭ 1881 Alexis Fürst zu Bentheim und Steinfurt
- Marie (1857–1882) ⚭ 1877 Prinz Wilhelm von Württemberg, den späteren König Wilhelm II. von Württemberg
- Emma (1858–1934), Königin und Regentin der Niederlande, Großherzogin von Luxemburg,

⚭ 7. Januar 1879 König Wilhelm III. der Niederlande, Großherzog von Luxemburg
- Helene (1861–1922) ⚭ 1882 Leopold, Herzog von Albany
- Friedrich (1865–1946), letzter regierender Fürst von Waldeck und Pyrmont
- Elisabeth (* 6. September 1873; † 23. November 1961) ⚭ 1900 Fürst Alexander zu Erbach-Schönberg

Kind aus zweiter Ehe:
- Wolrad Friedrich (* 26. Juni 1892; † 14. Oktober 1914), gefallen bei Moorslede in Belgien

## Rezeption
Nach Georg Viktor benannt wurden die Bad Wildunger Georg-Viktor-Quelle (1856) und der Korbacher Georg-Viktor-Turm (1905).